# 李福 (三国)
李福（？—？），字孫德，三國時期人物。

## 父
其父親李權，表字伯豫，東漢末年益州當年豪強，任臨邛長，劉焉為益州牧時，為了以威刑來提高名譽，因此李權、王咸和其餘八人豪強被劉焉處死。

## 生平
劉備定益州後，李福為書佐、西充國長、成都令，建興年間擔任巴西太守、江州督、揚威將軍、尚書僕射。
五丈原之戰時，在後主劉禪宣旨下訪問病倒的诸葛亮，諸葛亮在临终前托付李福，以蔣琬作為繼承人，其次費禕，李福再問還有誰，諸葛亮不答，之後李福傳達遺言給后主，並實踐之。
延熙元年（238年），為前監軍、領大將軍司馬，不久在蔣琬北伐期間病逝。
兒子是李骧。

## 評價
- 楊戲《季漢輔臣贊》：「孫德果銳。」
- 《益部耆舊雜記》：「福為人精識果銳，敏於從政。」